# Estadio Alejandro Morera Soto
Das Estadio Alejandro Morera Soto ist ein Fußballstadion in der costa-ricanischen Stadt Alajuela. Es ist die Heimspielstätte und Eigentum des Fußballvereins LD Alajuelense. Das Stadion bietet 16.200 Zuschauerplätze.

## Geschichte
Das vereinseigene Estadio Alejandro Morera Soto in der costa-ricanischen Stadt Alajuela, mit fast 50.000 Einwohnern einer der größten Städte des Landes, wurde von 1938 bis 1942 erbaut und am 18. Januar 1942 eröffnet. Es trug damals den Namen Estadio de Alajuela. Seit diesem Tag wird es von dem örtlichen Verein LD Alajuelense als Austragungsort für Heimspiele genutzt. Der Verein gilt zusammen mit Deportivo Saprissa als bedeutendster Verein Costa Ricas und gewann in seiner Geschichte bis heute 24 nationale Meisterschaften. Außerdem war der Verein im Jahre 1921 ein Gründungsmitglied der Primera División Costa Ricas. Neben den zahlreichen Erfolgen auf nationaler Ebene gewann LD Alajuelense in den Jahren 1986 und 2004 zweimal den CONCACAF Champions’ Cup, den höchsten Pokalwettbewerb für Vereinsmannschaften in Nord- und Mittelamerika. Das Stadion wird zu 100 % mit Solarstrom betrieben.
Das Estadio Alejandro Morera Soto bietet heute Platz für 16.200 Zuschauer und die Versorgung mit Elektrizität wird zu 100 % durch Solarstrom abgedeckt. Seit dem 20. Juli 1966 trägt es den Namen von Alejandro Morera Soto, dem wohl besten Fußballer, den Costa Rica je hatte. Alejandro Morera Soto (1909–1995) spielte in Europa unter anderem für den FC Barcelona und Hércules Alicante, sein Heimverein aber war LD Alajuelense. Das Stadion war auch öfters Austragungsort für Heimspiele der Fußballnationalmannschaft Costa Ricas. Da das eigentliche Heimstadion, das alte Estadio Nacional de Costa Rica in San José von 1924 durch einen 2011 eröffneten Neubau ersetzt wurde, wurden entweder in diesem Stadion oder im Stadion des größten Rivalen von LD Alajuelense, Deportivo Saprissa, also im Estadio Ricardo Saprissa Aymá, die Länderspiele ausgetragen. Neben Fußballspielen finden hier auch Konzerte statt. So spielten hier schon Elton John oder Iron Maiden.
Das Stadion war ein Austragungsort der U-17-Fußball-Weltmeisterschaft der Frauen 2014 in Costa Rica. 2025 ist es Schauplatz der CONCACAF U-20-Meisterschaft der Frauen.

## Galerie

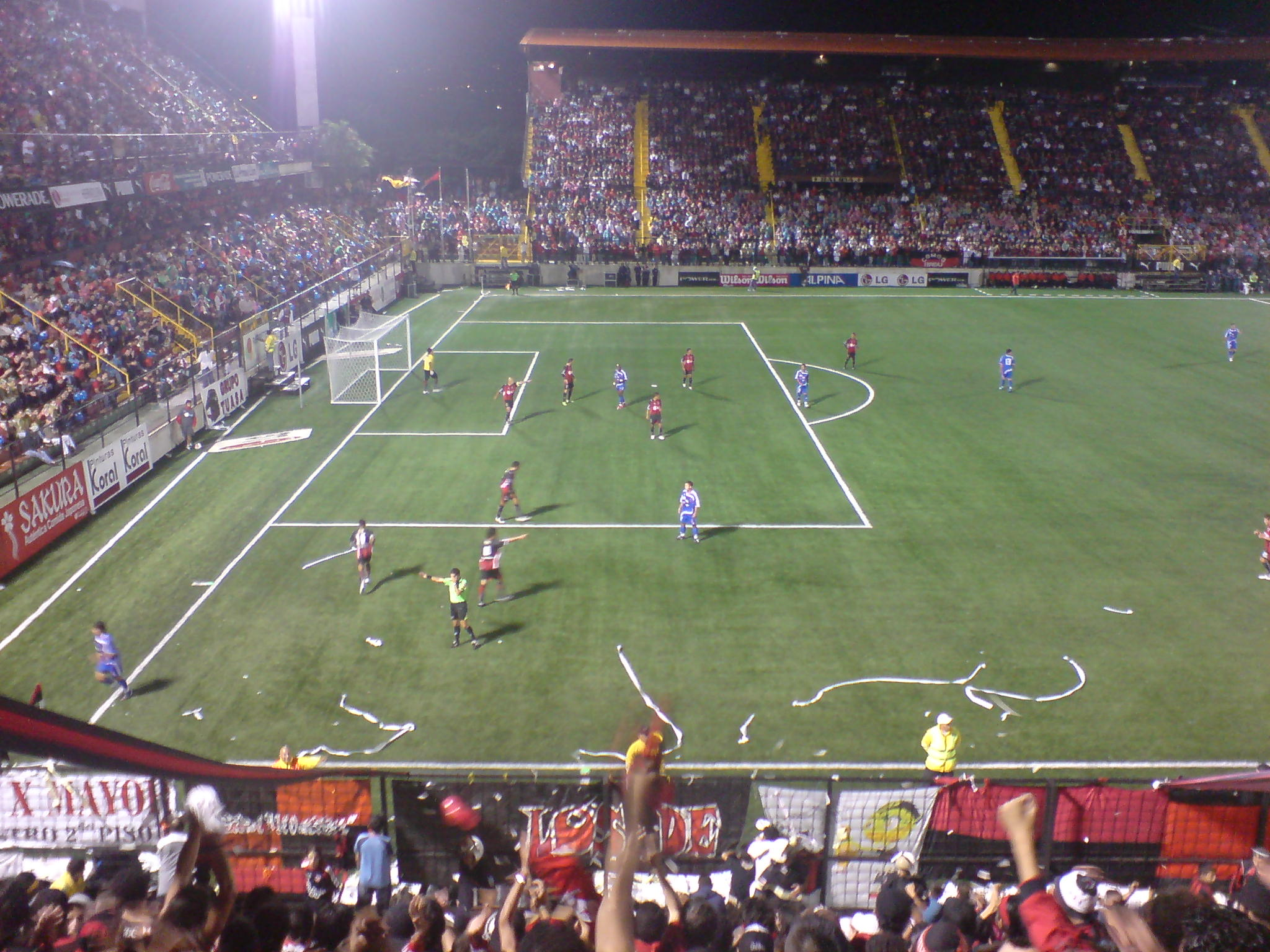
Das Estadio Alejandro Morera Soto während eines Spiels (Juli 2009)
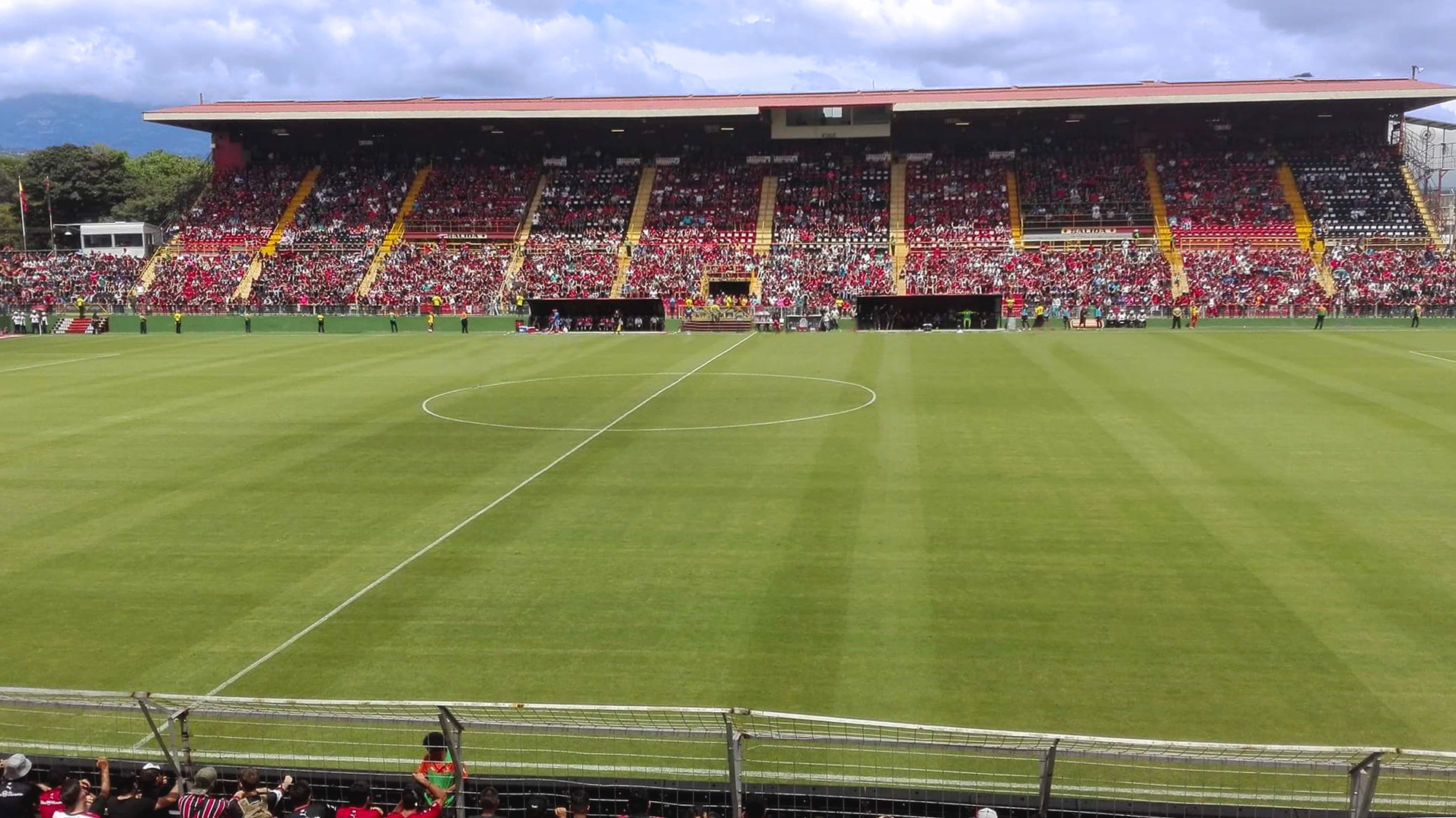
Das Stadion im Oktober 2017, zwei Monate nach der Installierung des Hybridrasens